# Gunnar Glans
Gunnar Henry Valentin Glans (* 29. November 1908; † 24. August 2008 in Malmö) war ein schwedischer Ringer. Er war 1934 Europameister im griechisch-römischen Stil im Weltergewicht.

## Werdegang
Gunnar Glans wuchs in Malmö auf und begann dort mit dem Ringen. Er gehörte dabei dem Sportverein IK Sparta Malmö an. Seit 1930 gehörte er zur schwedischen Elite der Ringer im griech.-röm. Stil, zuerst im Leichtgewicht, dann im Weltergewicht.
1931 wurde er erstmals schwedischer Meister im Weltergewicht. Er vertrat daraufhin sein Land bei der Europameisterschaft in Prag. Dort gewann er gegen Tesdorf Jörgensen aus Dänemark, Ludwig Sesta aus Österreich und Alois Samec aus der Tschechoslowakei. Gegen Mikko Nordling aus Finnland musste er eine Niederlage hinnehmen und belegte den 3. Platz.
1932 gehörte er nicht der schwedischen Mannschaft bei den Olympischen Spielen in Los Angeles an. Der Hauptgrund dafür war, dass Schweden wegen der hohen Kosten keine komplette Mannschaft zu diesen Spielen entsandte.
Bei der Europameisterschaft 1933 in Helsinki war er aber im Weltergewicht wieder am Start und belegte nach Siegen über Oswald Möchel, Deutschland und Sandor Finyak aus Ungarn und Niederlagen gegen Albert Kusnets aus Estland und erneut Mikko Nordling den 2. Platz.
Bei der Europameisterschaft 1934 in Rom war er aber nicht mehr aufzuhalten. Er landete fünf Siege in Folge und wurde mit Siegen in den entscheidenden Kämpfen über Fritz Schäfer aus Deutschland und Mikko Nordling Europameister im Weltergewicht im griech.-röm. Stil.
Ab 1935 erhielt er in Schweden in Rudolf Svedberg einen Konkurrenten, den er nicht besiegen konnte. Er bekam deshalb ab 1935 auch keine Einsätze bei internationalen Meisterschaften mehr. Auch bei den Olympischen Spielen 1936 in Berlin, bei denen im Weltergewicht Rudolf Svedberg die Goldmedaille gewann, war er nicht mehr dabei.
Gunnar Glans war in seiner Laufbahn auch einige Male in Länderkämpfen gegen Deutschland am Start. 1932 unterlag er in Stockholm im Leichtgewicht gegen Eduard Sperling aus Dortmund nach Punkten. 1933 unterlag er in Köln im Weltergewicht gegen Oswald Möchel aus Köln-Mülheim nach Punkten. In einem Doppelländerkampf 1939 in Stockholm siegte er im Weltergewicht gegen Wolfgang Ehrl aus München nach Punkten und unterlag gegen Fritz Schäfer aus Ludwigshafen am Rhein mit dem gleichen Resultat.
Gunnar Glans ist am 24. August 2008 in Malmö verstorben. Er ist also beinahe 100 Jahre alt geworden. Er war der letzte Überlebende aus den für die schwedischen Ringer so glorreichen 1920er und 1930er Jahren.

## Internationale Erfolge
| Jahr | Platz | Wettbewerb     | Gewichtskl. | Ergebnis |
| 1931 | 3.    | EM in Prag     | Welter      | mit Siegen über Tesdorf Jörgensen, Dänemark, Ludwig Sesta, Österreich, und Alois Samec, Tschechoslowakei, und einer Niederlage gegen Mikko Nordling, Finnland |
| 1933 | 2.    | EM in Helsinki | Welter      | mit Siegen über Oswald Möchel, Deutschland, und Sandor Finyak, Ungarn, und Niederlagen gegen Albert Kusnets, Estland, und Mikko Nordling                      |
| 1934 | 1.    | EM in Rom      | Welter      | mit Siegen über F. Rejniak, Polen, Louis Claverie, Frankreich, Ibrahim Orabi, Ägypten, Fritz Schäfer, Deutschland, und Mikko Nordling                         |

## Schwedische Meisterschaften
Gunnar Glans wurde 1931 schwedischer Meister im Weltergewicht und 1932 im Leichtgewicht.

## Erläuterungen
- alle Wettbewerbe im griechisch-römischen Stil
- EM = Europameisterschaft
- Leichtgewicht, damals bis 66 kg, Weltergewicht, bis 72 kg Körpergewicht